# Comendador Levy Gasparian
Comendador Levy Gasparian é um município brasileiro do estado do Rio de Janeiro.

## Geografia
O município está localizado a poucos quilômetros da cidade de Juiz de Fora, Minas Gerais, e a 10 minutos de Três Rios. É cortada pela Rodovia Washington Luíz, conhecida como BR-040, que liga a capital Rio de Janeiro a Belo Horizonte. Por ferrovia, é cortado pela Linha do Centro da antiga Estrada de Ferro Central do Brasil, ligando a cidade ao Rio de Janeiro, à Belo Horizonte e ao norte de Minas, porém utilizada atualmente para o transporte de cargas.

## Demografia
População
Segundo o Censo 2022 do Instituto Brasileiro de Geografia e Estatística (IBGE), a população do município de Comendador Levy Gasparian era de 8 741 habitantes. Já na estimativa de 2024 do IBGE, a população era de 9.044 habitantes.

## Subdivisões
Subdivide-se nos distritos de Comendador Levy Gasparian (sede) e Afonso Arinos (2º distrito), que se subdividem em bairros.

### Bairros
1. Afonso Arinos
2. Centro
3. Fábrica
4. Fernandes Pinheiro
5. Fonseca Almeida
6. Gulf
7. Monte Serrat
8. Boca da Barra
9. Grotão
10. Reta